# نیروی دریایی امپراتوری ژاپن
نیروی دریایی امپراتوری ژاپن (IJN) (Kyūjitai: 大日本帝國海軍 Shinjitai: 大日本帝国海軍  یا 日本海軍 Nippon Kaigun, «نیروی دریایی امپراتوری کبیر ژاپن») نیروی دریایی امپراتوری ژاپن از ۱۸۶۹ تا ۱۹۴۷ بود، که در آن سال در پی ماده ۹ قانون اساسی ژاپن به عنوان ابزاری برای حل بحرانهای بین‌المللی منحل شد. پس از انحلال این نیرو قوای دریایی دفاعی ژاپن تشکیل شد.
نیروی دریایی ژاپن در ۱۹۲۰ پس از نیروی دریایی سلطنتی و نیروی دریایی ایالات متحده سومین نیروی دریایی بزرگ جهان بود. این نیرو برای عملیاتهای هوایی مورد حمایت نیروی هوایی امپراتوری ژاپن بود. این نیرو دشمن اصلی متفقین غربی در جنگ اقیانوس آرام بود.